# Henri de Saxe (1422-1435)
Henri de Saxe (né le 21 mai 1422 à Meissen et mort le 22 juillet 1435 à Dresde) est un prince de la maison de Wettin. Il est conjointement avec ses frères margrave de Misnie et duc de Saxe.

## Biographie
Henri est le fils de Frédéric Ier le Belliqueux électeur de Saxe et de son épouse Catherine de Brunswick-Lunebourg. À la mort de son père 1428 ses quatre fils sont mineurs, et une régence est instituée au nom de la fratrie ducales Frédéric, Sigismond, Henri et Guillaume. Même après que l'ainé Frédéric II de Saxe soit devenu adulte, la corégence sous l'autorité de Frédéric II, se poursuit jusqu'à la mort d'Henri et à l'entrée dans la vie religieuse de Sigismond de Saxe. Henri laisse peu de traces dans l'histoire, car il meurt à l'âge de 13 ans. Il est inhumé dans la Chapelle des Princes de la cathédrale de Meissen.

## Source de la traduction
- (de) Cet article est partiellement ou en totalité issu de l’article de Wikipédia en allemand intitulé « Heinrich von Sachsen (1422–1435) » (voir la liste des auteurs).